# Endokrynologia ginekologiczna i rozrodczość
Endokrynologia ginekologiczna i rozrodczość – specjalizacja lekarska zajmująca się diagnostyką i leczeniem endokrynopatii ginekologicznych, zaburzeń okołomenopauzalnych oraz zaburzeń rozrodu, a także prowadzeniem promocji zdrowia w zakresie profilaktyki niepłodności, osteoporozy i innych endokrynopatii. W Polsce endokrynologia ginekologiczna i rozrodczość jest specjalizacją lekarską trwająca 2 lata, w której mogą kształcić się lekarze, którzy posiadają specjalizację II stopnia lub tytuł specjalisty w dziedzinie położnictwa i ginekologii. Konsultantem krajowym endokrynologii ginekologicznej i rozrodczości od 17 sierpnia 2018 jest prof. dr hab. n. med. Robert Zygmunt Spaczyński.